# Melodije morja in sonca 1978
Festival Melodije morja in sonca 1978 (Piran '78) je bil I. po vrsti in je potekal 22. julija na Tartinijevem trgu. Zmagala je Moni Kovačič s pesmijo Nasmeh poletnih dni.

## Tekmovalne skladbe
| #   | Izvajalec                     | Naslov pesmi            | Avtor glasbe       | Avtor besedila  | Avtor aranžmaja    |
| --- | ----------------------------- | ----------------------- | ------------------ | --------------- | ------------------ |
| 1.  | Moni Kovačič                  | Nasmeh poletnih dni     | Milan Ferlež       | Elza Budau      | Milan Ferlež       |
| 2.  | Ivo Mojzer                    | Bela, bela barka        | Berti Rodošek      | T. Rodošek      | Berti Rodošek      |
| 3.  | Majda Sepe                    | Ribič, ribič me je ujel | Mojmir Sepe        | Gregor Strniša  | Mojmir Sepe        |
| 4.  | Marjetka Falk in Edvin Fliser | Plavo morje je moj dom  | Jože Privšek       | Branko Šömen    | Jože Privšek       |
| 5.  | Mirko Cetinski                | Sulla scogliera         | M. Cener           | L. Ravali       | Bojan Adamič       |
| 6.  | Strune                        | Pridi spet k nam nazaj  | Dečo Žgur          | Dečo Žgur       | Dečo Žgur          |
| 7.  | Milan Petrovič                | Pesem mornarjev         | Milan Petrovič     | J. Štolfa       | Edvard Holenthaner |
| 8.  | Meri Avsenak                  | Čao Ljubljana           | Bojan Adamič       | Dušan Bižal     | Bojan Adamič       |
| 9.  | Pepel in kri                  | Pesem morske deklice    | Tadej Hrušovar     | Dušan Velkaverh | Dečo Žgur          |
| 10. | Oto Pestner                   | Moje, tvoje ulice       | Berti Rodošek      | Dušan Velkaverh | Berti Rodošek      |
| 11. | Jožica Svete                  | Najino in naše morje    | Jure Robežnik      | Gregor Strniša  | Jure Robežnik      |
| 12. | Janko Ropret                  | Kam greš                | Silvester Mihelčič | T. Gašperšič    | Jani Golob         |
| 13. | Lado Leskovar                 | Svetilnik               | J. Klemenčič       | A. Papler       | Milan Ferlež       |
| 14. | Ljiljana Budičin-Manestar     | Il fascino del mare     | N. Milloti         | M. Kinel        | Bojan Adamič       |
| 15. | Braco Koren                   | Moj Piran               | Vasja Matjan       | I. Bogulin      | Jože Privšek       |
| 16. | New Swing Quartet             | Mornarska               | Oto Pestner        | Branko Šömen    | Jani Golob         |

## Nagrade
Nagrade občinstva
- 1. nagrada: Nasmeh poletnih dni
- 2. nagrada: Moje, tvoje ulice
- 3. nagrada: Ribič, ribič me je ujel

Nagrade strokovne žirije
- nagrada za besedilo:
  - Dušan Velkaverh, Pesem morske deklice
  - T. Rodošek, Bela, bela barka
- nagrada za aranžma: Jani Golob, Kam greš
- nagrada za najvedrejšo pesem: M. Petrovič, Pesem mornarjev
- nagrada za interpretacijo: Lado Leskovar
- nagrada za najboljšega debitanta: 20 članov orkestra